# Isabegův hamam (Novi Pazar)
Isabegův hamam (srbsky Исабегов хамам/Isabegov hamam) jsou turecké lázně původem z 15. století. Nachází se ve městě Novi Pazar na jihozápadě Srbska. Jsou chráněny jako kulturní památka. Lázně nechal zbudovat Isa-beg Ishaković po dobytí území dnešního Sandžaku osmanským vojskem.
Lázně byly rozděleny na mužskou a ženskou část; obě části byly navrženy jako stejné. Oddělovala je kamenná stěna. Jedna část budovy sloužila také jako čekárna, a v další byla ohřívána voda ke koupání. Místnosti pro koupání s fontánami byly v lázních celkem tři.
Střechu lázní tvořilo 11 kamenných kupolí různých velikostí se šestiúhlými otvory. Kupole zakončovaly každý větší prostor.